# Tangpyeongchae
El tangpyeongchae es un plato coreano que formaba parte de la cocina de la corte real coreana. Se elaboraba con nokdumuk (gelatina de almidón de frijol chino) rallado, brotes de frijol chino, berros, pimiento y algas. Se condimentaba con salsa de soja, vinagre y aceite de sésamo, y se comía con mayor frecuencia a finales de primavera y verano.

## Historia
Según el Dongguk sesigi (hangul 동국세시기), un libro escrito en 1849, el tangpyeongchae surgió de una situación política. El rey Yeongjo de la dinastía Joseon estaba preocupado por los graves conflictos entre partidos políticos, así que intentó resolver el enfrentamiento entre los cuatro principales celebrando frecuentes banquetes para lograr un clima de amistad. La «política tangpyeong» (hangul 탕평책, literalmente ‘armonía’ y ‘meditación’) se considera su mayor logro.
Al principio del banquete, el rey presentaba el tangpyeongchae ante los oficiales del gobierno y otros políticos, y decía: «Como ven, hay cuatro ingredientes diferentes (nokdumuk, gim, buey y filipéndula que tienen cuatro colores diferentes, pero armonizan tan bien que saben estupendamente juntos.» Su discurso era una gran lección para todos los que participaban en el festín.